# Rhinocricus covendo
Rhinocricus covendo är en mångfotingart som beskrevs av Chamberlin 1955. Rhinocricus covendo ingår i släktet Rhinocricus och familjen Rhinocricidae. Inga underarter finns listade i Catalogue of Life.